# Філіпоненко Михайло Юрійович
Михайло Юрійович Філіпоненко (рос. Михаил Юрьевич Филипоненко; 20 червня 1975, Луганськ, Ворошиловградська область, Українська РСР, СРСР — 8 листопада 2023, Луганськ, Луганська область, Україна) — український колабораціоніст з Росією, військовий та проросійський політичний діяч маріонеткової «Луганської народної республіки»,	депутат Народної ради «ЛНР».

## Біографія
Народився 20 червня 1975 року в м. Ворошиловград (нині Луганськ) Української РСР. Закінчив Київський національний університет будівництва та архітектури за спеціальністю «промислове та цивільне будівництво».
На початку 1990-х був гірником у Шахтопрохідницькому управлінні №5 у Луганську. У 1993-1995 роках проходив строкову службу в армії. Потім три роки працював слюсарем-монтажником.
1998 року став приватним підприємцем у сфері будівництва. З 2004 року протягом 10 років очолював компанію «Еліт-Буд». Одночасно у 2006-2010 роках був депутатом Ленінської районної ради Луганська від Партії регіонів. 2012 року невдало балотувався до Верховної Ради України від партії «Нова політика».
У 2014 році з початком війни на сході України почав воювати на боці російсько-терористичних бандформувань під позивним «Хоттабич». Мав військове звання "полковника" ЛНР. За данними ГУР МО України він був причетний до організації катівень на окупованих територіях Луганської області. Сам Філіпоненко особисто жорстоко катував людей.
З лютого 2017 виконував обов'язки начальника управління "Народної міліції ЛНР". У грудні того ж року став керівником представництва ЛНР у Спільному центрі контролю та координації режиму припинення вогню. 
2019 року з відзнакою закінчив магістратуру Луганського національного університету за напрямом «державне та муніципальне управління», 2022-го в цьому ж університеті закінчив програму бакалаврату за програмою «Менеджмент у виробничій сфері».
Пережив невдалий замах 21 лютого 2022. Була підірвана його машина біля будівлі представництва «ЛНР», постраждав водій.
У вересні 2023 року обраний депутатом Народної ради ЛНР, став керівником фракції ЛДПР. Був членом Комітету із взаємодії з громадськими об'єднаннями, інформаційною політикою та міжпарламентською співпрацею.
Ліквідований 8 листопада 2023 року о 08:40 внаслідок вибуху автомобіля в Луганську біля його будинку.
Був одружений, виховував двох дітей.